# A-002
A-002 foi o terceiro teste de aborto da nave Apollo, para o Programa Apollo da NASA. Lançado a partir do White Sands Missile Range, Novo México, em 8 de dezembro de 1964, o voo suborbital teve duração de 7 minutos e 23,4 segundos. 

## Histórico
A missão A-002, terceira da série de testes para demonstrar que o sistema de escape no lançamento (LES) podia ser executado satisfatoriamente, sob condições críticas selecionadas de aborto. O principal objetivo desta missão foi demonstrar a capacidade de aborto do LES na zona de pressão dinâmica máxima da trajetória do Saturno, em condições próximas da altitude limite, em que o sistema de detecção de emergência do Saturno sinalizaria um aborto.
O veículo do lançamento foi o terceiro na série do Little Joe II. Desta vez, os controles e a instrumentação de voo foram incorporados, e o veículo foi equipado com dois motores Algol e quatro motores Recruit. Ao sistema de escape no lançamento (LES) foram incorporados "canards" (controles dianteiros superficiais usados para orientar e estabilizar o veículo de escape na atitude de entrada) e uma escudo protetor auxiliar no Módulo de Comando. A nave espacial Apollo foi simulada por um modelo do Módulo de Comando e Serviço (BP-23). O sistema de pouso foi modificado pela instalação de um paraquedas auxiliar de estabilização, substituindo os dois usados anteriormente.
O A-002 foi lançado em 8 de dezembro de1964, com todos os motores do veículo de lançamento acionados simultaneamente. As condições para o início do aborto foram selecionadas da trajetória auxiliar do Saturno e um ponto nominal de teste foi usado para a zona de pressão dinâmica máxima. A manobra “pitch up” e a abortamento foram iniciados usando um esboço em tempo real da pressão dinâmica versus número Mach, a unidade de velocidade de voo equivalente à velocidade do som).
Entretanto, uma constante imprópria foi usada na entrada de dados meteorológicos no sistema de dados de tempo real, fazendo com que a manobra “pitch up” fosse iniciada 2.4 segundos mais cedo. Apesar de não ter alcançado o ponto planejado do teste, a antecipação do “pitch up” causou uma pressão dinâmica superior ao valor designado. O desdobramento do "canard" ocorreu como esperado, 11.1 segundos após o início do aborto. O veículo de lançamento de escape (LEV) declinou quatro vezes antes de estabilizar-se com o escudo térmico.
Durante a primeira rotação, a parte flexível do escudo protetor auxiliar foi arrancado do Módulo de Comando. A altitude máxima alcançada pelo veículo de lançamento de escape foi de 15.350 m acima do nível do mar. A sequência de pouso foi iniciada a uma altitude aproximada de 7163 metros. Todos os paraquedas se desdobraram corretamente e o Módulo de Comando, suportado pelos três paraquedas principais, desceu em uma taxa planejada de aproximadamente 7 metros por segundo, para pousar a 10 km do local. As condições do aborto obtidas foram suficientes para verificar a capacidade de aborto na zona de pressão dinâmica máxima. Somente um objetivo do teste não foi alcançado; o escudo protetor auxiliar foi estruturalmente inadequado para o ambiente experimentado durante a missão.